# مقاطعة خاتشماز
مقاطعة خاتشماز (بالأذرية: Xaçmaz rayonu)‏ هي إحدى مقاطعات أذربيجان. يقدر عدد سكانها بـ 160,100 نسمة ومساحتها 1,045 كم2 وترتفع عن سطح البحر 27 متر.